# Salzburger Lokalbahn
Salzburger Lokalbahn (SLB) er en lokalbane i Salzburg i delstaten af samme navn i Østrig. Den drives af et datterselskab af Salzburg AG, der er et offentligt ejet selskab for energi, trafik og infrastruktur. Salzburger Lokalbahn driver den mest befærdede S-banelinje S1 og dens sidelinje S11 samt de 8 trolleybuslinjer i Salzburg. Siden liberaliseringen af jernbanedriften spiller baneoperatøren også en vigtig rolle i forhold til godstrafik.
Salzburger Lokalbahns hovedstrækning fra Salzburg Hauptbahnhof svarende til den nuværende S1 og S11 åbnede i 1896. Lokalbanen betjener det nordlige Flachgau trafikalt, og på begge dens S-banelinjer er der et dagligt passagertal på over 10.000.
Fra 1907 til 1940 drev Salzburger Lokalbahns forgænger SETG (Salzburger Eisenbahn und Tramway Gesellschaft) ydermere byens sporvogne samt en sydlig lokalbane over Sankt Leonhard til Berchtesgaden med forbindelse til Königssee.
Med den øgede privatbillisme i 1970'erne var det på tale at lukke lokalbanen, hvilket lokale beboerprotester dog forhindrede.